# لورا استربرگ کالماری
لورا استربرگ کالماری (انگلیسی: Laura Österberg Kalmari؛ زادهٔ ۲۷ مهٔ ۱۹۷۹) بازیکن فوتبال اهل فنلاند است.
از باشگاه‌هایی که در آن بازی کرده‌است می‌توان به اومئا آی‌کی، اسکای بلو اف‌سی، و دیوری گردن اشاره کرد.
وی همچنین در تیم ملی فوتبال زنان فنلاند بازی کرده‌است.